# Gömbhalfélék
A gömbhalfélék (Tetraodontidae) a sugarasúszójú halak osztályában a gömbhalalakúak (Tetraodontiformes) rendjébe tartozó család.

## Rendszerezés
A családba az alábbi alcsaládok, nemek és fajok tartoznak:
- Canthigasterinae alcsalád
  - Canthigaster
- Tetraodontinae alcsalád
  - Amblyrhynchotes
    - Amblyrhynchotes honckenii

  - Arothron
  - Auriglobus
  - Carinotetraodon
  - Chelonodon
  - Chonerhinos
  - Colomesus
  - Contusus
  - Ephippion
    - Ephippion guttifer

  - Feroxodon
    - Feroxodon multistriatus

  - Guentheridia
    - Guentheridia formosa

  - Javichthys
    - Javichthys kailolae

  - Lagocephalus
  - Liosaccus
    - Liosaccus aerobaticus

  - Marilyna
  - Omegophora
  - Pelagocephalus
    - Pelagocephalus marki

  - Polyspina
    - Polyspina piosae

  - Reicheltia
    - Reicheltia halsteadi

  - Sphoeroides
  - Takifugu
  - Tetractenos
  - Tetraodon
  - Torquigener
  - Tylerius
    - Tylerius spinosissimus